# Régis Singer
Régis Singer est un organiste, carillonneur, campanologue français, professeur de musique et expert pour le patrimoine campanaire au ministère de la Culture.

## Biographie
Originaire de Flandre, Régis Singer est titulaire de l'orgue de l’église Saint-Gilles de Bourg-la-Reine, dans les Hauts-de-Seine.
Il est également professeur aux conservatoires municipaux des IXe et XVIIe arrondissements de Paris de 1980 à 2011. Il est carillonneur des beffrois de Montrouge et d’Amiens ainsi qu'auteur d’ouvrages sur l’art campanaire et la musique et donne des conférences sur ce thème.
Il effectue de grandes restaurations de sonneries d’horloge et conseille la commission diocésaine d’art sacré de l’archevêché de Paris. Il procède à l’inventaire des cloches de la capitale, au nombre de mille environ. En 1998, il est nommé expert pour le patrimoine campanaire auprès du ministère de la Culture et s’occupe notamment de restaurations, comme celles des cloches des cathédrales de Blois, Bourges et Paris. Il est nommé rapporteur auprès de la commission nationale des Monuments historiques, où il dépose de nombreux dossiers de demande de protection de cloches remarquables.

## Distinctions
- Officier de l'ordre national du Mérite, promu le 29 novembre 2023[4].
- Commandeur de l'ordre des Palmes académiques, promu le 17 juillet 2018[5].
- Officier de l'ordre des Arts et des Lettres, promu le 7 juillet 2003[6].

## Publications
Monographies
- Régis Singer, Les orgues et les organistes de l'église Saint Gilles, Ville de Bourg-la-Reine, 1979 (BNF 39211615).
- Régis Singer et André Damien (préface), L'Ordre des Arts et des Lettres, Versailles, Mémoire et Documents, 2006, 101 p. (ISBN 2-914611-44-7).

Contribution à des ouvrages collectifs
- Collectif et André Vingt-Trois (dir.), Notre-Dame de Paris, Strasbourg/Paris, Place Victoires/La Nuée Bleue, coll. « La grâce d'une cathédrale », 2012, 501 p. (ISBN 978-2-8099-0798-8)
- Collectif et Mgr Pascal Delannoy (dir.), Saint-Denis. Dans l’éternité des rois et des reines de France, Strasbourg/Paris, Place Victoires/La Nuée Bleue, coll. « La grâce d'une cathédrale », 2015, 450 p. (ISBN 978-2-8099-1284-5)
- Collectif et Général Alexandre d'Andoque de Sériège (dir.), Saint-Louis des Invalides. La cathédrale des Armées françaises, Strasbourg, La Nuée bleue/Éditions du Quotidien et Paris, Musée de l'Armée, 2018, 480 p. (ISBN 978-2-8099-1624-9)
- Collectif, Saint-Eustache, au cœur de Paris, la paroisse des Halles, Paris, Place Victoires, coll. « La Grâce de Saint-Eustache », 2019, 311 p. (ISBN 2809917450)